# Bomba de varilla

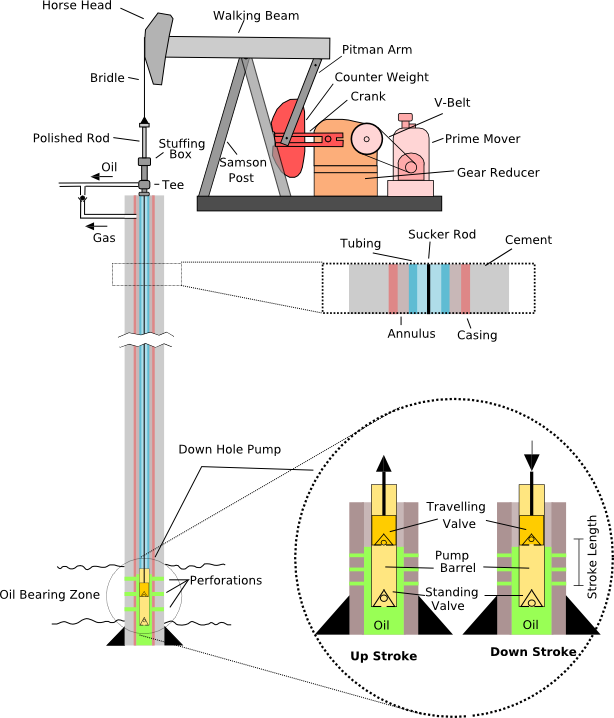
Diagrama de una bomba de varilla (en inglés).

La bomba de varilla también conocida como guanaco, cigüeña, unidad de bombeo, válvula para pozos petroleros, bomba de viga o AIB, (por las siglas de Aparato Independiente de Bombeo) y de forma coloquial se escucha nombrar como Garita por hispanohablantes  en el College Station, Texas; es la parte superficial de una bomba impelente de pistón, instalada en una perforación petrolera. Es utilizada para levantar mecánicamente el líquido del pozo cuando no hay suficiente presión en el yacimiento para que el líquido fluya hasta la superficie por sí solo como lo hace en los pozos surgentes. Es de uso general en pozos terrestres que producen relativamente poco petróleo. Las bombas de varilla son comunes en muchos yacimientos petrolíferos, normalmente desparramadas por el campo y sirviendo algunas veces como señal de referencia. Dependiendo del tamaño de la bomba, produce generalmente 5 a 40 litros de una mezcla de petróleo crudo y agua en cada movimiento. El tamaño de la bomba también es determinado por la profundidad y el peso del petróleo crudo a extraer, donde una extracción más profunda requiere más energía para mover mayores longitudes de la columna de fluido. Un mecanismo de biela-manivela convierte el movimiento rotatorio del motor a un movimiento alternativo vertical que mueve la varilla de la bomba, y produce el movimiento de cabeceo característico. Un mecanismo similar era empleado con motor de vapor para evacuar agua de las minas de carbón en los siglos XVI y XVII.

## Equipo de superficie

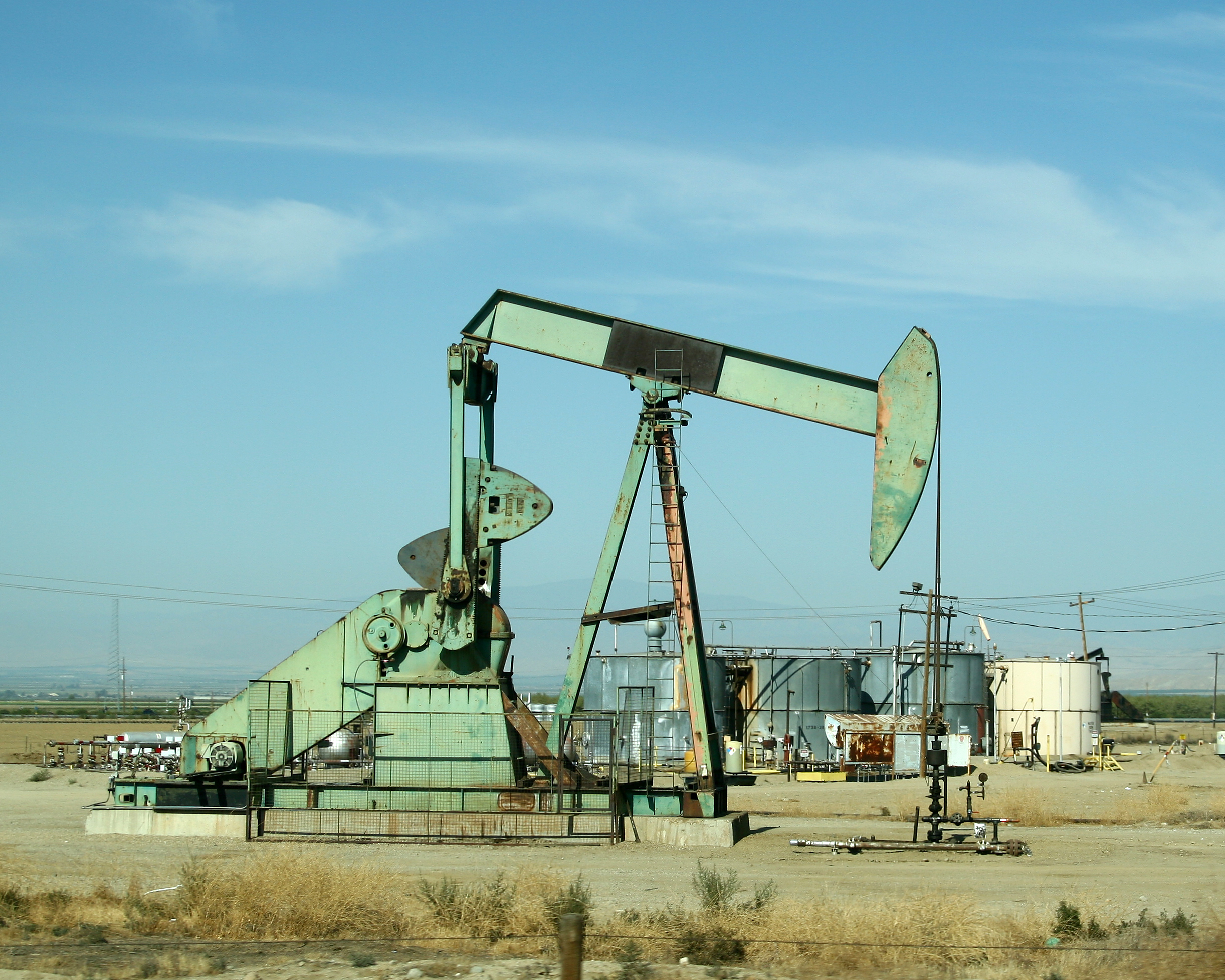
Una bomba petrolífera de este tipo en California, Estados Unidos.

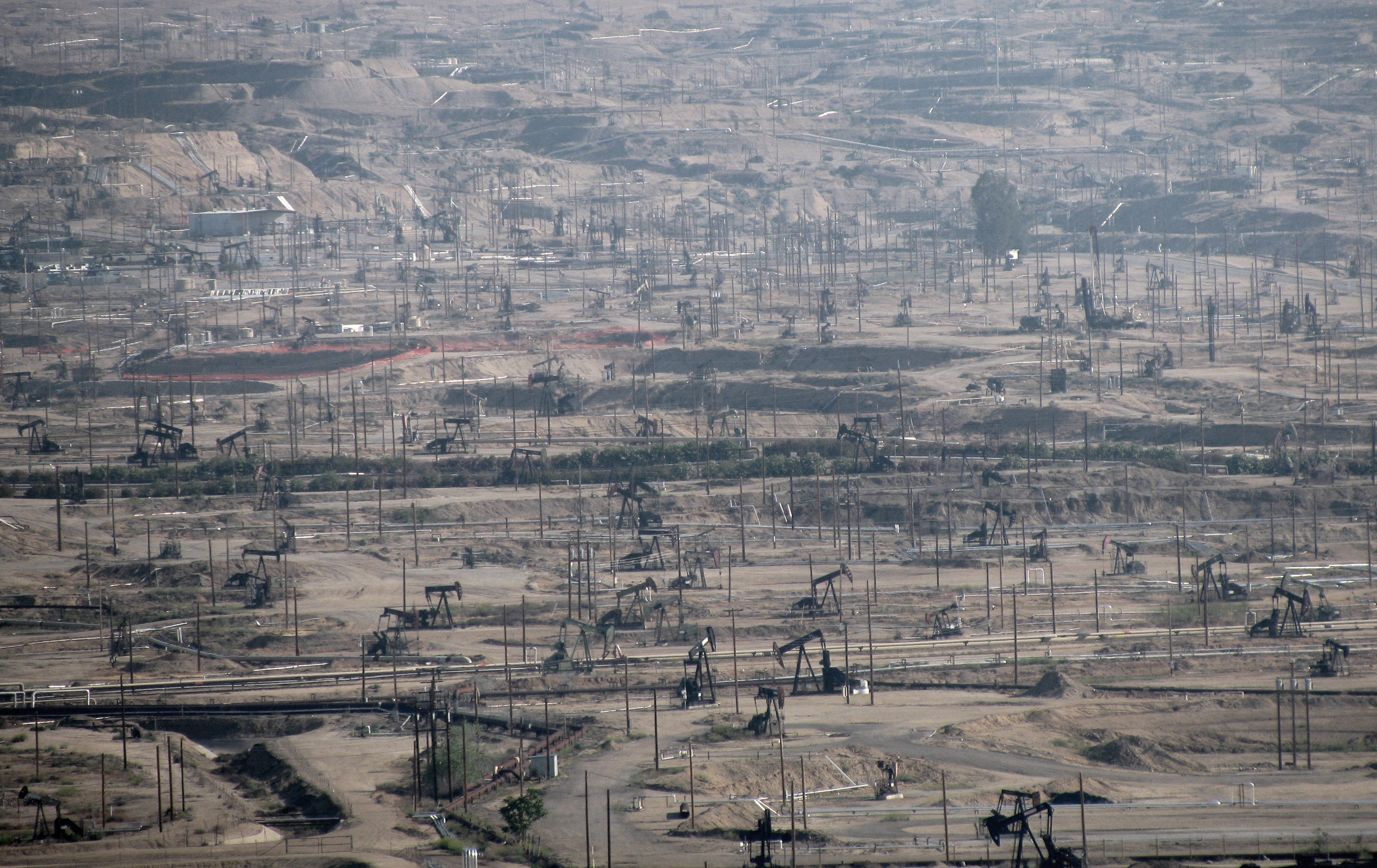
El densamente desarrollado yacimiento petrolífero de Kern River, California. Cientos de "cigüeñas" pueden divisarse en la vista a tamaño completo. Este tipo de desarrollo fue común durante los booms petrolíferos que sucedieron a principios del.

Las bombas de varilla son accionadas por un motor. Este es comúnmente un motor eléctrico, pero en locaciones aisladas sin acceso a la electricidad puede estar reemplazado por un motor de combustión. El funcionamiento más común de los motores es mediante el gas producido en la columna anular, aunque actualmente la tendencia es el funcionamiento mediante diésel. Tales motores se colocan a menudo en un gabinete para protegerlos de la intemperie.
El motor primero mueve un sistema de polea que mueve una biela contrapesada, para ayudar a compensar el peso de las barras de acero que llegan hasta el fondo del pozo. La biela alternativamente sube y baja una manivela conectada al extremo de una viga en eI que está libre para moverse en un marco con forma de A. En el otro extremo de la viga, hay una caja curvada de metal llamada cabezal. Un cable de acero (o algunas veces de fibra de vidrio), conecta el cabezal con la varilla pulida, que pasa a través de una caja de sellado. El cable de acero sigue la curva del cabezal mientras baja y sube para crear un movimiento casi totalmente vertical. La barra pulida tiene un diámetro muy similar al agujero de la caja de sellado, dejándola moverse dentro y fuera de la tubería sin que escape líquido (la tubería es un caño que va hasta el fondo del pozo por donde se produce el fluido). 
La varilla pulida está conectada con una larga sarta de barras de acero, que llega hasta el final de la tubería donde esta la bomba en el fondo del pozo.

## Equipamiento de fondo de pozo
En el fondo de la perforación está la “bomba de fondo”. Esta bomba consiste en dos válvulas de bola: una válvula inmóvil y una válvula en el pistón conectado al final de las varillas que viaja hacia arriba y hacia abajo junto con la bomba, conocida como la “válvula viajera”. El líquido del yacimiento escurre a través de la formación geológica hacia el fondo de la perforación que se ha hecho a través de la roca. La cual ha sido recubierta con una cañería metálica con cemento entre esta y la perforación.
Cuando las varillas están viajando para arriba, la válvula que viajera se cierra y la válvula fija se abre (debido a la baja presión en el cilindro de la bomba). Por lo tanto, el cilindro de la bomba se llena del líquido de la formación mientras que el pistón que viaja levanta el contenido anterior del cilindro hacia arriba. Cuando las varillas comienzan a empujar hacia abajo, la válvula que viaja se abre y la válvula fija se cierra (debido a un aumento en la presión del cilindro de la bomba). El líquido en el cilindro (que fue aspirado adentro durante la carrera ascendente) fluye para arriba a través de la válvula viajera. El pistón después alcanza el extremo de su movimiento y comienza su trayectoria hacia arriba otra vez, repitiendo el proceso. A menudo, el gas se produce en las mismas perforaciones que el crudo. Esto puede ser problemático si el gas llega al cilindro porque puede dar lugar a cavitaciones que traban la bomba, donde debido a la alta compresibilidad del gas la presión que se acumula en el cilindro no es suficiente para abrir las válvulas y se bombea poco o nada. Para evitar esto, la entrada para la bomba se coloca debajo de las perforaciones. Cuando el gas se incorpora con las perforaciones, burbujea hasta la pieza anular (el espacio entre la cubierta y la tubería) y no tiene oportunidad de entrar en la bomba. Una vez en la superficie, el gas se recoge a través de un tubo conectado con la pieza anular.
Y bien es usado para el motor o es comprimido y despachado junto con el crudo por la tubería de superficie hasta las baterías.

## Galería

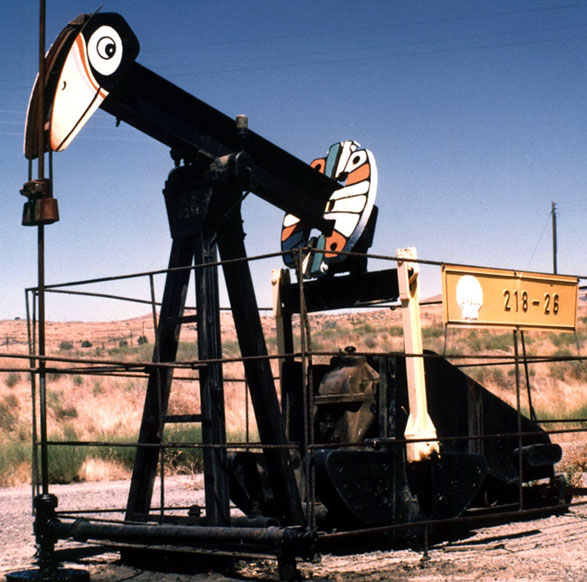
Una bomba de varilla (pintada para parecerse a un tucán) en Estados Unidos.
Una animación de esta clase de bomba petrolífera  en Canadá, operando a gas natural.
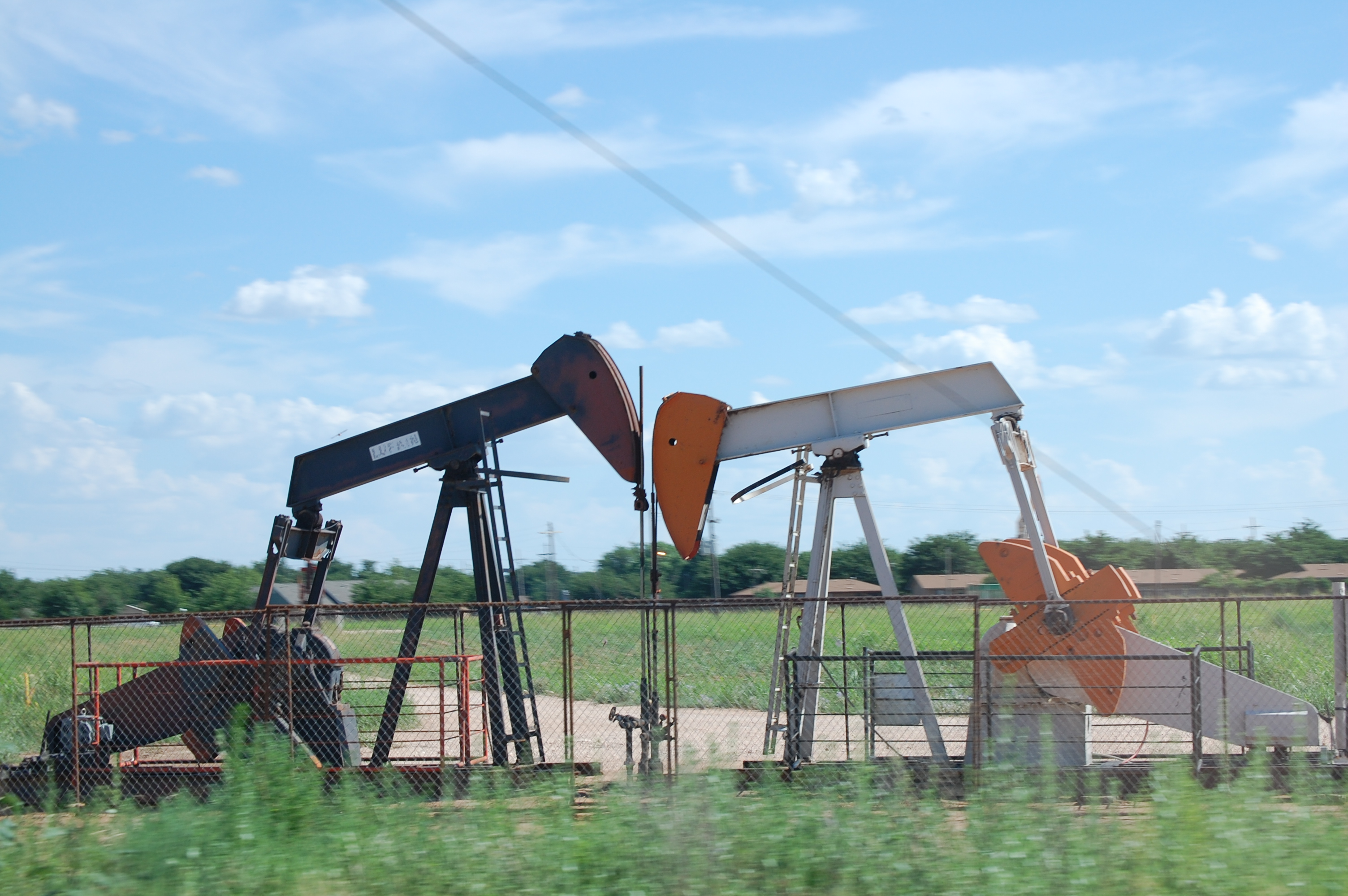
Dos bombas de varilla bombeando desde el mismo pozo petrolífero.